# Народно читалище „Просветен лъч – 1905“
Народно читалище „Просветен лъч – 1905“ е читалище в Сапарева баня е създадено през 1905 г.

## История
Инициатори за основаване на читалището са Кръстю Софрониев, Янаки Ценев, Цвятко Търпов, Спас Марикин и др. Първото официално име на читалището е „Пробуда“. То е набрало средства за започване на дейността си от заем от Земеделска банка и дарени средства от представления на дупнишки актьори. В периода на войните дейността на читалището е преустановена и чак през 1921 – 1922 г. тя е подновена с поставянето на няколко пиеси от местни ученици, учители и читалищни дейци.
През 1927 г. читалището е преименувано в „Просветен лъч“ и под това име подължава да развива своята дейност. През годините са функционирали тригласен хор, драмсъстав, народен оркестър, смесен хор, кино, битов хор и оркестър, танцови състави, духов оркестър, детски народен хор и оркестър състав по художествено слово и др. От 1970 г. читалището има и самостоятелна сграда в центъра на града.
Основната цел на читалището е да задоволява потребностите на гражданите, свързани с развитие и обогатяване на културния живот, запазване на традициите на българския народ, разширяване на знанията и приобщаването им към ценностите и постиженията на науката, изкуството и културата, възпитаване на национално самосъзнание. За постигането на тези свои цели читалището организира своята дейност в няколко направления.

## Библиотечна дейност
Читалищната библиотека е най-голямата в Община Сапарева баня и обслужва читатели от града, околните села, туристите и гостите на града. Тя разполага с 16 594 библиотечни документа и ежегодно се посещава от около 200 читатели, които правят около 2000 посещения годишно и заемат около 4000 библиотечни материали. Снабдяването на библиотеката с нова литература става предимно чрез разработване на проекти към Министерство на културата.
Развитието на художествената самодейност също е един от приоритетите в работата на читалището. Към читалището действат фолклорен състав за народни песни „Германея“, две танцови формации, детска арт школа „Дъга", школа по пиано, школо по английски език. Самодейците участват във всички общински културни мероприятия, представят Сапарева баня на много фестивали в България и съседни страни.
Читалище „Просветен лъч" е един от основните организатори и изпълнители на проявите в културния живот на Община Сапарева баня. Ежегодно в културния календар се включват традиционни и нови празници и развлекателни мероприятия.